# ホットマゼンタ
ホットマゼンタ（Hot magenta）とは、マゼンタや薔薇色に近い色で純色の一種。

## 近似色
- マゼンタ
- 薔薇色